# Sajan Krishna Tamrakar
Sajan Krishna Tamrakar (* 17. November 1992) ist ein nepalesischer Badmintonspieler. 

## Karriere
Sajan Krishna Tamrakar nahm 2010 an den Südasienspielen teil. Dort gewann er mit dem Herrenteam aus Nepal Bronze. Bei den Asienspielen 2010 schied er dagegen bei seinem Start im Herreneinzel schon in der ersten Runde aus. 2009 hatte er bereits an den Asienmeisterschaften teilgenommen.

## Referenzen
- Sajan Krishna Tamrakar beim Badminton-Weltverband

| Personendaten    | Personendaten                  |
| ---------------- | ------------------------------ |
| NAME             | Tamrakar, Sajan Krishna        |
| KURZBESCHREIBUNG | nepalesischer Badmintonspieler |
| GEBURTSDATUM     | 17. November 1992              |